# Gremersdorf
Gremersdorf è un comune di 1 530 abitanti dello Schleswig-Holstein, in Germania.
Appartiene al circondario dell'Holstein Orientale (targa OH) ed è parte della comunità amministrativa (Amt) di Oldenburg-Land.